# Tomasz Pawłowski
Tomasz Pawłowski OP (świeckie imię Zygmunt, ur. 18 stycznia 1927 w Poznaniu, zm. 23 maja 2016 w Turzy) – polski dominikanin, prezbiter, duszpasterz akademicki i wykładowca.

## Życiorys
Urodził się w 18 stycznia 1927 roku w Poznaniu, jego rodzicami byli: Kazimierz Pawłowski - profesor i Zofia z domu Tupalska - nauczycielka.
Po wybuchu wojny w 1939 przeniósł się z rodzicami do Warszawy, gdzie uczęszczał do szkoły handlowej.
Od 1942 działał w konspiracji, najpierw w Szarych Szeregach, a później w Armii Krajowej w 33. kompanii WSOP używając pseudonimu „Jur”.
W wieku 17 lat jako starszy strzelec brał udział w powstaniu warszawskim walcząc w Śródmieściu w zgrupowaniu „Gurt”. Po kapitulacji powstania wraz z transportem chorych, przez obóz w Radogoszczy pod Łodzią, trafił do obozu jenieckiego Zeithain, gdzie doczekał wyzwolenia 23 kwietnia 1945.
Po powrocie z niewoli, w 1946, zdał maturę w gimnazjum im. Juliusza Słowackiego w Poznaniu i rozpoczął studia na Akademii Handlowej oraz Uniwersytecie Poznańskim, w trakcie których związał się z prowadzonym przez o. Bernarda Przybylskiego OP duszpasterstwem akademickim, w tym Caritas Academica przy kościele oo. Dominikanów. Działał też w Juventus Christiana i ZHP.
W czasie studiów w 1947 roku spędził pół roku w więzieniu za kolportaż ulotek „PPR = Płatne Pachołki Rosji” traktowany jako wroga propaganda.
Pracował jako ekonomista w Państwowym Przedsiębiorstwie Budowlanym i w Centrali Mięsnej.
Po ukończeniu studiów w 1948 (tytuł magistra ekonomii) 3 listopada 1949 wstąpił do Zakonu Braci Kaznodziejów, w którym przyjął imię Tomasz. Pierwszą profesję zakonną złożył 12 listopada 1950, a śluby wieczyste 12 listopada 1953. Święcenia kapłańskie przyjął 24 czerwca 1956 w Krakowie. W następnych latach kontynuował studia na Katolickim Uniwersytecie Lubelskim i w Akademii Teologii Katolickiej w Warszawie, gdzie obronił doktorat u ks. prof. Janusza Pasierba.
Pracę duszpasterską rozpoczął w 1956 we Wrocławiu opiekując się ministrantami. W 1957 r. został przeniesiony do Poznania, gdzie wspólnie z o. Joachimem Badenim OP prowadził reaktywowane duszpasterstwo akademickie. W 1964 oddelegowano go do Krakowa, gdzie na prośbę ówczesnego biskupa Karola Wojtyły założył duszpasterstwo akademickie „Beczka”, które prowadził do 1983.
Od początku zaangażowania w duszpasterstwo akademickie był szczególnie inwigilowany przez Służbę Bezpieczeństwa. 15 maja 1977 roku odprawił akademicką mszę świętą w intencji zamordowanego 8 dni wcześniej Stanisława Pyjasa, przed którą wygłosił słowo wstępne a homilię wygłosił o. Joachim Badeni. Te uroczystości żałobne były impulsem do powstania Studenckiego Komitetu Solidarności.
Koncelebrował z innymi duszpasterzami mszę na krakowskim rynku 17 maja 1981 na zakończenie Białego Marszu po zamachu na Jana Pawła II.
Od 1983 prowadził ponownie duszpasterstwo akademickie w Poznaniu. W 1987 za sprawą biskupa Ignacego Tokarczuka przeniesiony do Rzeszowa, gdzie założył duszpasterstwo akademickie „Szopka”. W latach 1993–2005 mieszkał i pracował w Gdańsku jako wykładowca etyki na tutejszych uczelniach i duszpasterz grup apostolsko-formacyjnych, następnie powrócił do Rzeszowa.
Był członkiem i działaczem Światowego Związku Żołnierzy Armii Krajowej. Rozkazem prezydenta RP Aleksandra Kwaśniewskiego otrzymał podoficerski awans na podporucznika.
14 października 2004, w 40-lecie założonego przez siebie DA „Beczka”, otrzymał Honorowe Obywatelstwo Krakowa, a 30 czerwca 2008 prezydent RP Lech Kaczyński odznaczył go Krzyżem Kawalerskim Orderu Odrodzenia Polski za „wybitne zasługi w działalności na rzecz przemian demokratycznych w Polsce, za osiągnięcia w podejmowanej z pożytkiem dla kraju pracy zawodowej i społecznej”.
25 października 2014 roku uczestniczył w uroczystych obchodach jubileuszu 50-lecia  DA „Beczka” w Krakowie.
Ostatnie lata życia spędził w zakładzie opiekuńczo-leczniczym Leśniówka w Turzy.
Mszy św. pogrzebowej przewodniczył biskup Jan Wątroba, po której został pochowany w grobowcu zakonnym na Cmentarzu Wilkowyja w Rzeszowie.

## Publikacje

### Książki
- Przewodnik dla zniechęconych spowiedzią i mszą świętą. Poznań: W drodze, 1984, s. 135. ISBN 978-83-00-00785-1. (pol.).
- Siła przebicia. Poznań: W drodze, 1986, s. 95. ISBN 978-83-85008-32-3. (pol.).
- Stopem przez życie. Poznań: W drodze, 1991, s. 139. ISBN 978-83-7033-168-9. (pol.).
- Latająca Szopka. Rzeszów: Poligrafia Wyższego Seminarium Duchownego w Rzeszowie, 1993, s. 118. (pol.).
- Summa głupstw: prowokacje i kontrowersje. Poznań: W drodze, 2000, s. 97. ISBN 978-83-7033-223-5. (pol.).
- Pomiędzy miłosierdziem a lękiem. Kraków: Wydawnictwo AA, 2006, s. 92. ISBN 83-89368-51-X. (pol.).
- Summa rad. Kraków: Stowarzyszenie Akademickie „Beczka”, 2014, s. 606. ISBN 978-83-934576-4-9. (pol.). - wydanie zawiera wcześniejsze książki

### Inne
- Studenci o nowej liturgii. „Tygodnik Powszechny”. nr 21, s. 5, 1965-05-23. Kraków. ISSN 0041-4808. (pol.).
- Przeciw reformie. „Znak”, s. 1518-1520, grudzień 1966. Hanna Malewska (red. nacz.). Kraków: Społeczny Instytut Wydawniczy „Znak”. ISSN 0044-488X. [dostęp 2023-09-17]. (pol.).
- Ślub nieco inaczej. „Tygodnik Powszechny”. nr 25, s. 2, 1967. Kraków. ISSN 0041-4808. (pol.).
- Jeszcze o kazaniach. „Znak”, s. 1563-1567, listopad-grudzień 1968. Hanna Malewska (red. nacz.). Kraków: Społeczny Instytut Wydawniczy „Znak”. ISSN 0044-488X. [dostęp 2023-09-17]. (pol.).
- Dlaczego unikam spowiedzi?. „W Drodze”, s. 104-111, marzec 1977. Marcin Babraj (red. nacz.). Poznań: W drodze. ISSN 0137-480X. [dostęp 2023-09-17]. (pol.).
- Czy księża wymyślili spowiedź?. „W Drodze”, s. 64-74, luty 1978. Marcin Babraj (red. nacz.). Poznań: W drodze. ISSN 0137-480X. [dostęp 2023-09-17]. (pol.).
- Zanim przystąpimy do Sakramentu Pokuty. „W Drodze”, s. 34-43, luty 1979. Marcin Babraj (red. nacz.). Poznań: W drodze. ISSN 0137-480X. [dostęp 2023-09-17]. (pol.).
- „To jest najważniejsze”. „W Drodze”, s. 20-29, luty 1980. Marcin Babraj (red. nacz.). Poznań: W drodze. ISSN 0137-480X. [dostęp 2023-09-17]. (pol.).
- Komu może zaszkodzić spowiednik stały?. „W Drodze”, s. 76-84, luty 1981. Marcin Babraj (red. nacz.). Poznań: W drodze. ISSN 0137-480X. [dostęp 2023-09-17]. (pol.).
- Rachunek sumienia dla zniechęconych. „W Drodze”, s. 77-84, maj 1983. Marcin Babraj (red. nacz.). Poznań: W drodze. ISSN 0137-480X. [dostęp 2023-09-17]. (pol.).
- Dlaczego kocham i boję się charyzmatyków?. „W Drodze”, s. 96-104, lipiec-sierpień 1986. Marcin Babraj (red. nacz.). Poznań: W drodze. ISSN 0137-480X. [dostęp 2023-09-17]. (pol.).
- Od czego zaczynać?. „W Drodze”, s. 35-42, październik 1986. Marcin Babraj (red. nacz.). Poznań: W drodze. ISSN 0137-480X. [dostęp 2023-09-17]. (pol.).
- Siódemkowa Eucharystia. „W Drodze”, s. 78-87, listopad-grudzień 1986. Marcin Babraj (red. nacz.). Poznań: W drodze. ISSN 0137-480X. [dostęp 2023-09-17]. (pol.).
- Autostopem do Ziemi Świętej. „W Drodze”, s. 69-79, styczeń 1987. Marcin Babraj (red. nacz.). Poznań: W drodze. ISSN 0137-480X. [dostęp 2023-09-17]. (pol.).
- Wojenny stop. „W Drodze”, s. 40-55, sierpień 1987. Marcin Babraj (red. nacz.). Poznań: W drodze. ISSN 0137-480X. [dostęp 2023-09-17]. (pol.).
- Obawy zwielokrotnione. „W Drodze”, s. 178-179, marzec-kwiecień 1988. Marcin Babraj (red. nacz.). Poznań: W drodze. ISSN 0137-480X. [dostęp 2023-10-02]. (pol.).
- Szczęśliwi wy, którzy teraz płaczecie.... „W Drodze”, s. 13-15, maj 1999. Paweł Kozacki (red. nacz.). Poznań: W drodze. ISSN 0137-480X. [dostęp 2023-09-17]. (pol.).
- Szkoła apostolstwa. „W Drodze”, s. 28-34, październik 1999. Paweł Kozacki (red. nacz.). Poznań: W drodze. ISSN 0137-480X. [dostęp 2023-09-17]. (pol.).
- Najtrudniejsza decyzja. „W Drodze”, s. 79-87, styczeń 2006. Paweł Kozacki (red. nacz.). Poznań: W drodze. ISSN 0137-480X. [dostęp 2023-09-17]. (pol.).